# NGC 3521
NGC 3521 (również PGC 33550 lub UGC 6150) – galaktyka spiralna z poprzeczką (SBbc), znajdująca się w gwiazdozbiorze Lwa w odległości 35 milionów lat świetlnych. Została odkryta 22 lutego 1784 roku przez Williama Herschela. 
Galaktyka ta rozciąga się na przestrzeni około 50 000 lat świetlnych. Jej spiralne, rozłożyste ramiona są splecione z pyłem oraz gromadami młodych gwiazd. Ramiona te są nieregularne i pofragmentowane, co powoduje, że jest ona typowym przykładem „kłaczkowatej” galaktyki spiralnej. Tego rodzaju galaktyki mają „puchate” ramiona spiralne.
Galaktyka ta zawiera również strumienie gwiazd utworzone z galaktyk satelickich, które w odległej przeszłości zostały wchłonięte przez NGC 3521.
NGC 3521 może być obserwowana przez astronomów amatorów.